# Węgierska Formuła 2000 Sezon 2012
Węgierska Formuła 2000 Sezon 2012 – dwudziesty pierwszy sezon Węgierskiej Formuły 2000.

## Kalendarz wyścigów
| Runda | Data            | Tor           | Pole position    | Najszybsze okrążenie | Zwycięzca (kierowcy) | Zwycięzca (zespoły) |
| ----- | --------------- | ------------- | ---------------- | -------------------- | -------------------- | ------------------- |
| 1     | 28 kwietnia     | Hungaroring   | Tamás Kőszegi    | Tamás Kőszegi        | László Eszenyi       | Race Club           |
| 2     | 29 kwietnia     | Hungaroring   | Krisztián Fekete | Krisztián Fekete     | Krisztián Fekete     | Feke-Team           |
| 3     | 9 czerwca       | Slovakiaring  | ?                | Krisztián Fekete     | Krisztián Fekete     | Feke-Team           |
| 4     | 10 czerwca      | Slovakiaring  | ?                | Krisztián Fekete     | Krisztián Fekete     | Feke-Team           |
| 5     | 16 czerwca      | Pannónia-Ring | ?                | Krisztián Fekete     | Krisztián Fekete     | Feke-Team           |
| 6     | 17 czerwca      | Pannónia-Ring | ?                | Tamás Kőszegi        | Tamás Kőszegi        | G-Kart Team         |
| 7     | 18 sierpnia     | Slovakiaring  | Krisztián Fekete | Krisztián Fekete     | Krisztián Fekete     | Feke-Team           |
| 8     | 19 sierpnia     | Slovakiaring  | Krisztián Fekete | Krisztián Fekete     | Krisztián Fekete     | Feke-Team           |
| 9     | 9 września      | Hungaroring   | odwołany         | odwołany             | odwołany             | odwołany            |
| 9     | 5 października  | Hungaroring   | ?                | Krisztián Fekete     | Balázs Pődör         | Race Club           |
| 10    | 6 października  | Hungaroring   | ?                | Krisztián Fekete     | Krisztián Fekete     | Feke-Team           |
| 11    | 13 października | Hungaroring   | ?                | ?                    | Krisztián Fekete     | Feke-Team           |

## Klasyfikacja kierowców
| Legenda oznaczeń w tabelach wyników Wyświetl szablon na nowej stronie | Legenda oznaczeń w tabelach wyników Wyświetl szablon na nowej stronie                                                                     |
| Oznaczenie                                                            | Wyjaśnienie |
| --------------------------------------------------------------------- | --- |
| Złoty                                                                 | Zwycięzca lub mistrzostwo |
| Srebrny                                                               | 2. miejsce lub wicemistrzostwo |
| Brązowy                                                               | 3. miejsce lub II wicemistrzostwo |
| Zielony                                                               | Ukończył, punktował (w klasyfikacji generalnej, gdy zdobył co najmniej jeden punkt na przestrzeni sezonu, poza trzema powyższymi opcjami) |
| Niebieski                                                             | Ukończył, nie punktował (w klasyfikacji generalnej, gdy nie zdobył co najmniej jednego punktu na przestrzeni sezonu)                      |
| Czerwony                                                              | Nie zakwalifikował się (NZ) |
| Czerwony                                                              | Nie prekwalifikował się (NPK) |
| Różowy                                                                | Nie ukończył (NU) |
| Różowy                                                                | Niesklasyfikowany (NS) (w klasyfikacji generalnej, gdy nie został sklasyfikowany w żadnym wyścigu sezonu)                                 |
| Czarny                                                                | Zdyskwalifikowany (DK) |
| Czarny                                                                | Wykluczony (WYK/EX) |
| Biały                                                                 | Nie wystartował (NW) |
| Biały                                                                 | Kontuzjowany (K/INJ) |
| Biały                                                                 | Wyścig odwołany (OD/C) |
| Bez koloru                                                            | Został wycofany (WYC/WD) |
| Bez koloru                                                            | Nie przybył (NP/DNA) |
| Bez koloru                                                            | Nie brał udziału w treningach (NT/DNP) |
| Bez koloru                                                            | Nie został zgłoszony (–) |
| Pogrubienie                                                           | Start z pole position |
| Kursywa                                                               | Najszybsze okrążenie wyścigu |
| †                                                                     | Nie ukończył, ale jego rezultat został zaliczony ze względu na przejechanie więcej niż 90% dystansu wyścigu.                              |
| *                                                                     | Sezon w trakcie |
| 1/2/3                                                                 | Punktowana pozycja w sprincie kwalifikacyjnym                                                                                             |
| Lista systemów punktacji Formuły 1                                    | |

| Poz. | Kierowca          | Zespół          | HUN | HUN | SVK | SVK | PAN | PAN | SVK | SVK | HUN | HUN | HUN | Punkty |
| ---- | ----------------- | --------------- | --- | --- | --- | --- | --- | --- | --- | --- | --- | --- | --- | ------ |
| 1    | Krisztián Fekete  | Feke-Team       | NW  | 1   | 1   | 1   | 1   | 2   | 1   | 1   | NU  | 1   | 1   | 88     |
| 2    | László Eszenyi    | Race Club       | 1   | 2   | 3   | 2   | 2   | 3   | 4   | 2   | 3   | 3   | 4   | 76     |
| 3    | Zsolt Balogh      | Race Club       | 2   | 4   | 4   | 3   | -   | -   | 2   | 3   | 2   | 4   | 5   | 55     |
| 4    | Szabolcs Galambos | Race Club       | 3   | 3   | 2   | 4   | 3   | 4   | 3   | NU  | -   | -   | -   | 42     |
| 5    | Péter Lőrincz     | HF Racing Team  | 5   | 5   | -   | -   | 5   | NU  | NU  | 4   | 5   | NU  | 3   | 27     |
| 6    | Balázs Pődör      | Race Club       | -   | -   | -   | -   | -   | -   | -   | -   | 1   | 2   | 2   | 26     |
| 7    | Tamás Kőszegi     | Race Club       | NU  | NU  | -   | -   | 4   | 1   | -   | -   | -   | -   | -   | 15     |
| 8    | Csaba Tóth        | Race Club       | 4   | 6   | -   | -   | -   | -   | -   | -   | -   | -   | -   | 8      |
| 9    | Ferenc Rátkai     | Bovi Motorsport | -   | -   | -   | -   | -   | -   | -   | -   | 4   | NW  | NW  | 5      |